# جاك تويوتا
شركة جاك تويوتا للسيارات هي مشروع مشترك بين مجموعة جاك وشركة تويوتا للسيارات. تأسست الشركة في 1 سبتمبر 2004. يقع مقرها الرئيسي في غوانزو، الصين وتنشط في تصنيع السيارات.
في عام 2009، بلغت الشركة طاقة إنتاجية تعادل 320,001 وحدة في السنة في قاعدة إنتاج مقاطعة نانشا. وقد حُددت الطاقة الإنتاجية مستهدفة بـ 500000.

## معرض صور

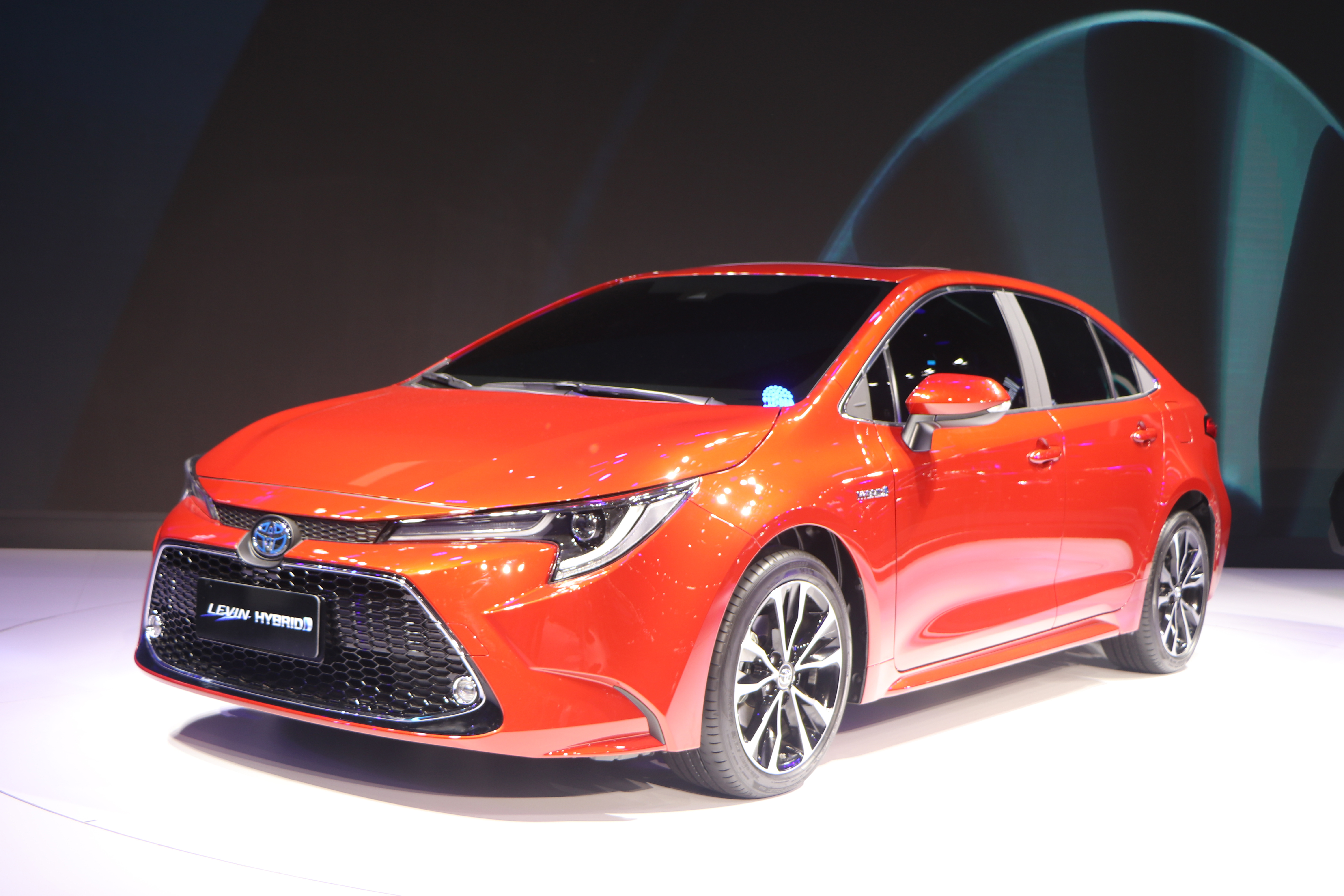
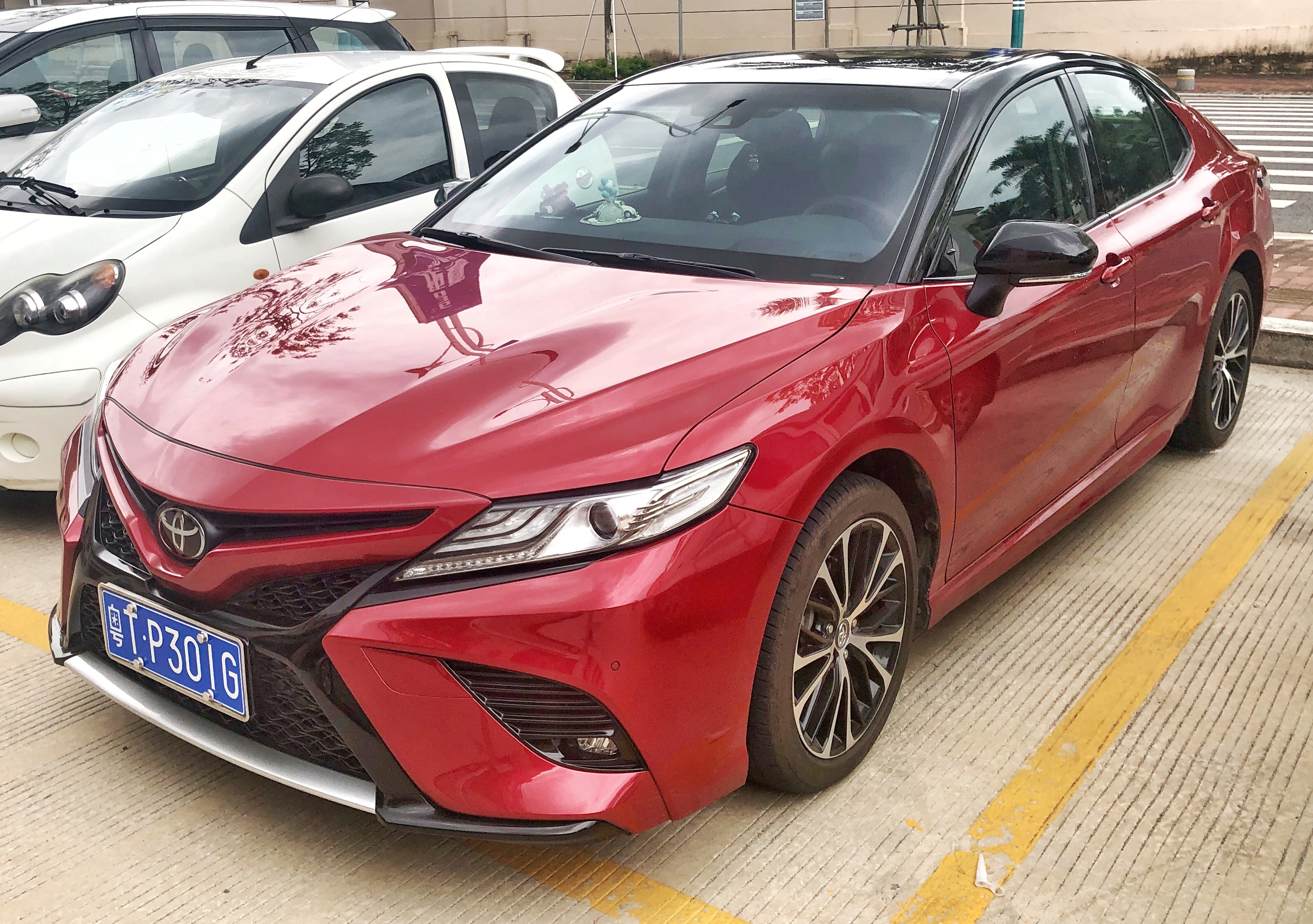
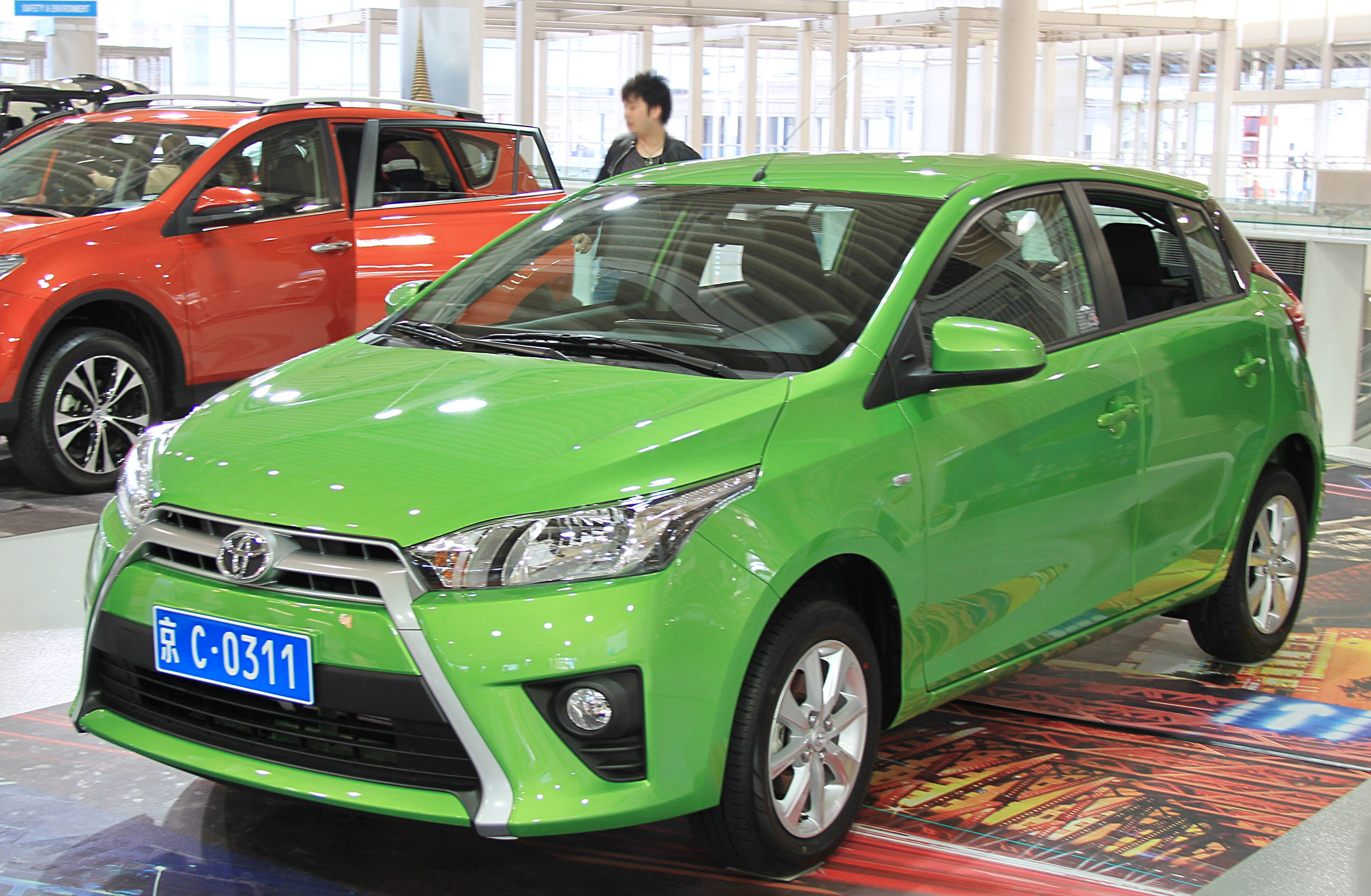
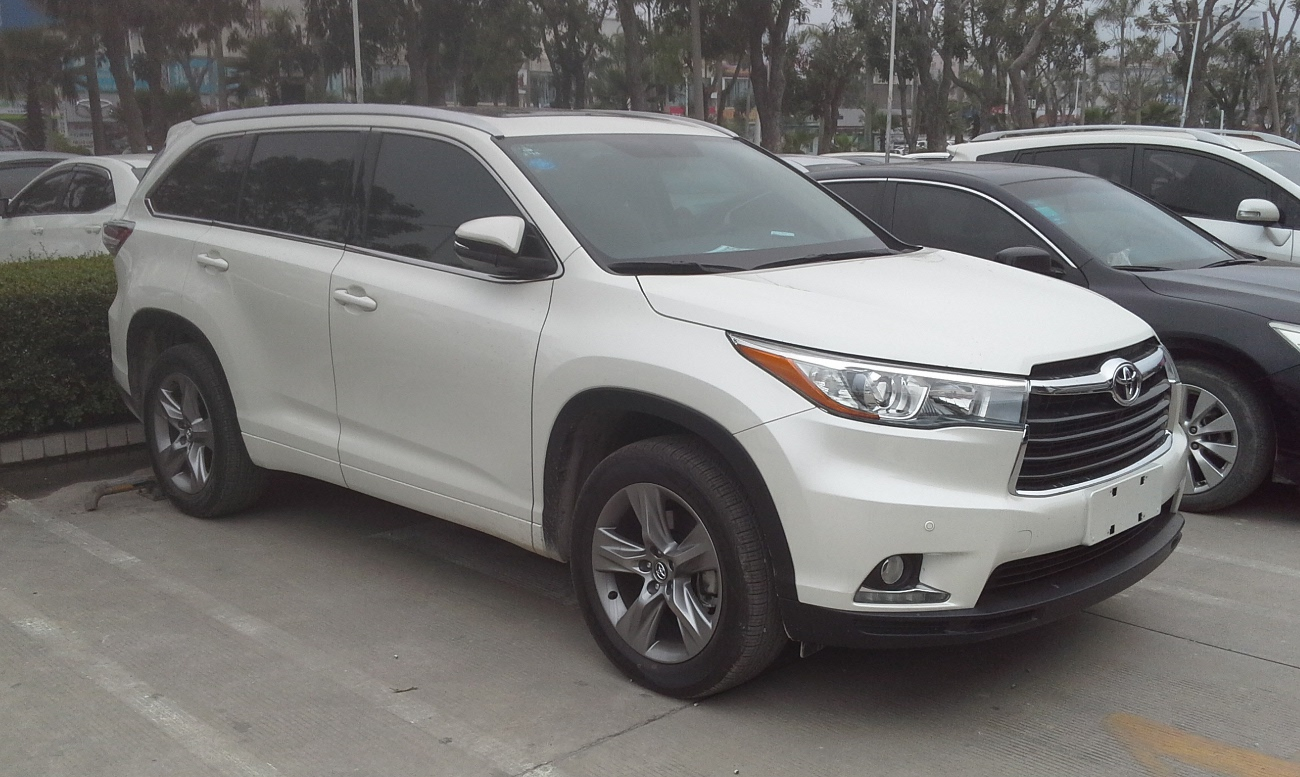
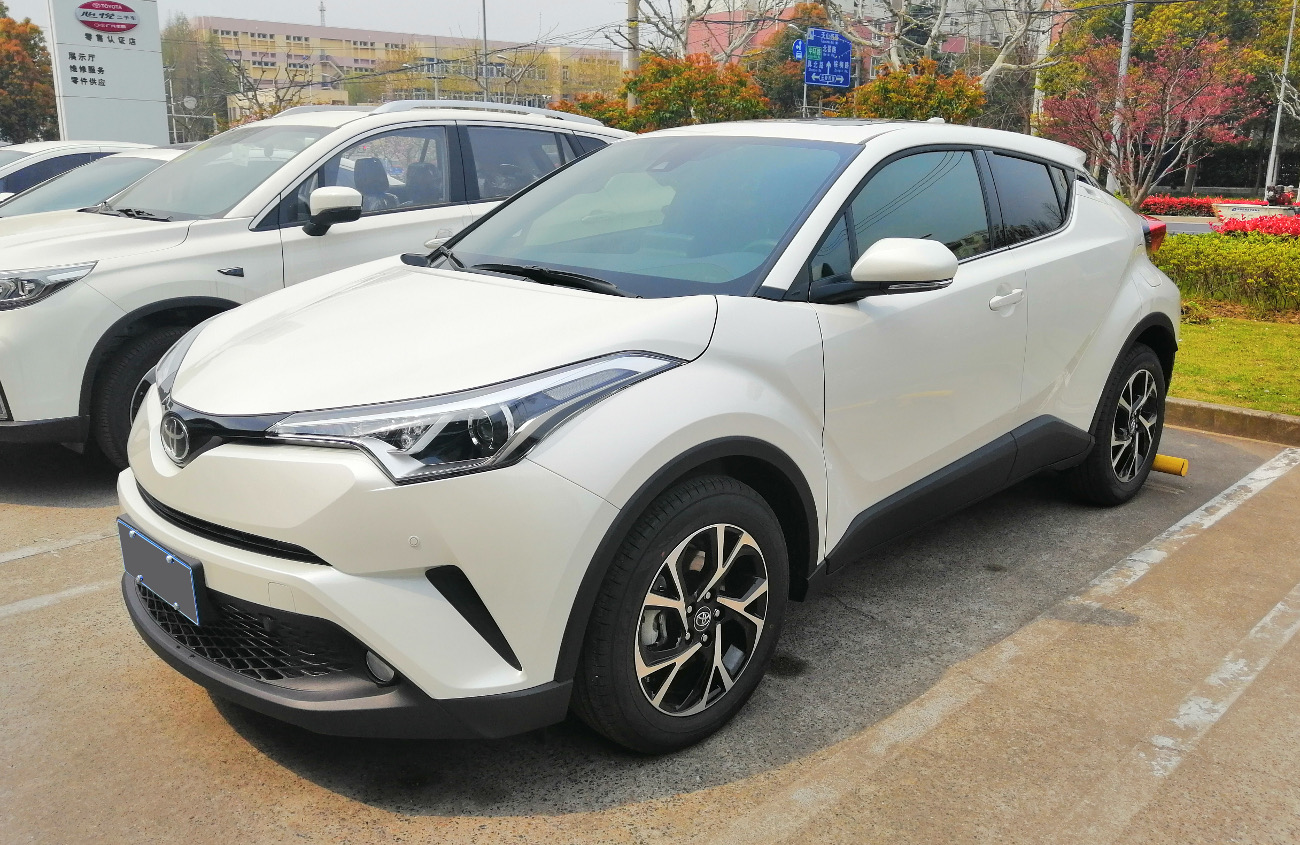

## روابط خارجية
- موقع جاك تويوتا الرسمي (باللغة الصينية فقط)